# Ibicuitinga
Ibicuitinga è un comune del Brasile nello Stato del Ceará, parte della mesoregione di Jaguaribe e della microregione di Baixo Jaguaribe.